# Каменушка (Вяземський район)
Камену́шка (рос. Каменушка) — селище у складі Вяземського району Хабаровського краю, Росія. Входить до складу Глібовського сільського поселення.

## Населення
Населення — 13 осіб (2010; 28 у 2002).
Національний склад (станом на 2002 рік):
- росіяни — 75 %